# Primul conciliu de la Constantinopol
Sinodul al II-lea ecumenic de la Constantinopol - sau Primul conciliu de la Constantinopol - a fost convocat în anul 381 de către împărații Grațian și Theodosius I pentru a se lua măsuri împotriva arienilor și pentru a se judeca cazul episcopului Constantinopolului, Maximus Cynic.
Lucrările, la care au luat parte 150 de episcopi, au fost conduse de Meletie al Antiohiei, de Grigore de Nazians și de Nectarie al Constantinopolului.
Lucrările sinodului au fost materializate în lucrarea doctrinară "tomos kai anathematismos engraphos" (raport și anateme), din care însă nu a rămas nici un exemplar. Din acest motiv, datele prezentate aici se bazează pe scrisoarea sinodală elaborată în anul 382 la Constantinopol, care expune pe scurt doctrinele elaborate (cosubstanțialitatea și coeternitatea celor Trei Persoane ale lui Dumnezeu și umanitatea Fiului întrupat).
În timpul acestui Sinod s-a completat Crezul de la Niceea. Deși acest lucru nu reiese din scrisoare, el este atestat de către Sinodul III ecumenic de la Calcedon. În versiunea elaborată la acest sinod ecumenic se pune accent pe concepția Trinitară, afirmându-se că Duhul Sfânt este Dumnezeu la fel cum și Tatăl și Fiul sunt: „Și întru Duhul Sfânt, Domnul de viață făcătorul, Care din Tatăl purcede, Cel ce împreună cu Tatăl și cu Fiul este închinat și slăvit, Care a grăit prin Proroci”.
Canoanele elaborate s-au referit la :
- Reafirmarea validității Crezului de la Niceea și la anatemizarea lui Arie și a sectelor sale (canonul 1);
- Limitarea autorității episcopilor la teritoriile de care răspund (canonul 2);
- Privilegiile episcopului Constantinopolului sunt ridicate până la a le urma pe cele ale episcopului Romei (canonul 3);
- Maximus nu poate fi episcop și nu poate hirotonisi clerici (canonul 4);
- Se arată similitudinea de credință cu cei din Vest privind mărturisirea Unui singur Dumnezeu Treimic format din Tatăl, din Fiul și din Duhul Sfânt (canonul 5);
- Definirea unei proceduri corecte de tratare a acuzațiilor aduse episcopilor, astfel încât să se mențină reputația clerului și liniștea bisericii. Procedura delimitează acuzațiile de natură eclezială de cele de altă natură și admite ca acuzele să poată fi formulate în fața bisericii doar pe motive ce țin de biserică și doar de către de persoane care nu sunt eretici, nu au fost excomunicate și nu sunt ele însele sub acuzație, doar pe bază de probe, numai în fața unui sinod și numai dacă declară scris că sunt gata să primească pedepse echivalente dacă se va dovedi că au prezentat false acuzații (canonul 6);
- Descrierea procedurilor de primire a ereticilor în rândurile bisericii și a condițiilor în care ele se aplică, funcție de sectele din care au provenit (canonul 7).
- Probleme specifice acelei perioade (schisma lui Meletie, situația clericilor catari etc.).